# Asplenium fontanum
Asplenium fontanum är en svartbräkenväxtart. Asplenium fontanum ingår i släktet Asplenium och familjen Aspleniaceae.

## Underarter
Arten delas in i följande underarter:
- A. f. fontanum
- A. f. pseudofontanum